# Boltőr
A boltőr az üzletek zárva tartása idején a betörések ellen védelmet biztosító őr (vagyonőr). Az első pesti boltőrt 1814-ben fogadták fel. Munkaeszközük a lámpás és a dárda volt. A 19. század végére több nagyobb boltőri társaság is alakult, melyek szerződéses alapon dolgoztak a kereskedőknek. A budapesti szlengben hívták őket baktereknek vagy Ferenceknek is.